# Qarabulaq (Xızı)
Qarabulaq è un comune dell'Azerbaigian situato nel distretto di Xızı. Conta una popolazione di 201 abitanti.